# 로저 돌트리
로저 돌트리(Roger Daltrey, CBE, 1944년 3월 19일 ~ )는 영국의 가수 겸 배우이다. 더 후의 리드 보컬로 유명하다.

## 서훈
- 2005년 대영 제국 훈장 3등급(CBE) 수훈[1]